# Ron G. Mason
Ron G. Mason là một nhà hải dương học, các nghiên cứu tiên phong của ông về địa từ trong thời chiến tranh lạnh đã giúp ông phát hiện ra các dãi từ xung quanh sống núi giữa Đại Tây Dương.